# Jean-Louis-Ernest Meissonier
Jean-Louis-Ernest Meissonier (Lió, (França), 21 de febrer de 1815 - París, (França), 21 de gener de 1891) va ser un pintor francès del segle xix.
Il·lustrà les obres d'Honoré de Balzac. Va ser un pintor de tall acadèmic, famós pels seus temes costumistes, militars i els seus retrats, tractats amb una pinzellada ràpida i precisa alhora. Es troba enterrat a Poissy, ciutat on va viure a partir de 1846 i de la qual va ser alcalde. Un retrat seu, La marquesa de Manzanedo, es troba al Museu del Prado de Madrid.

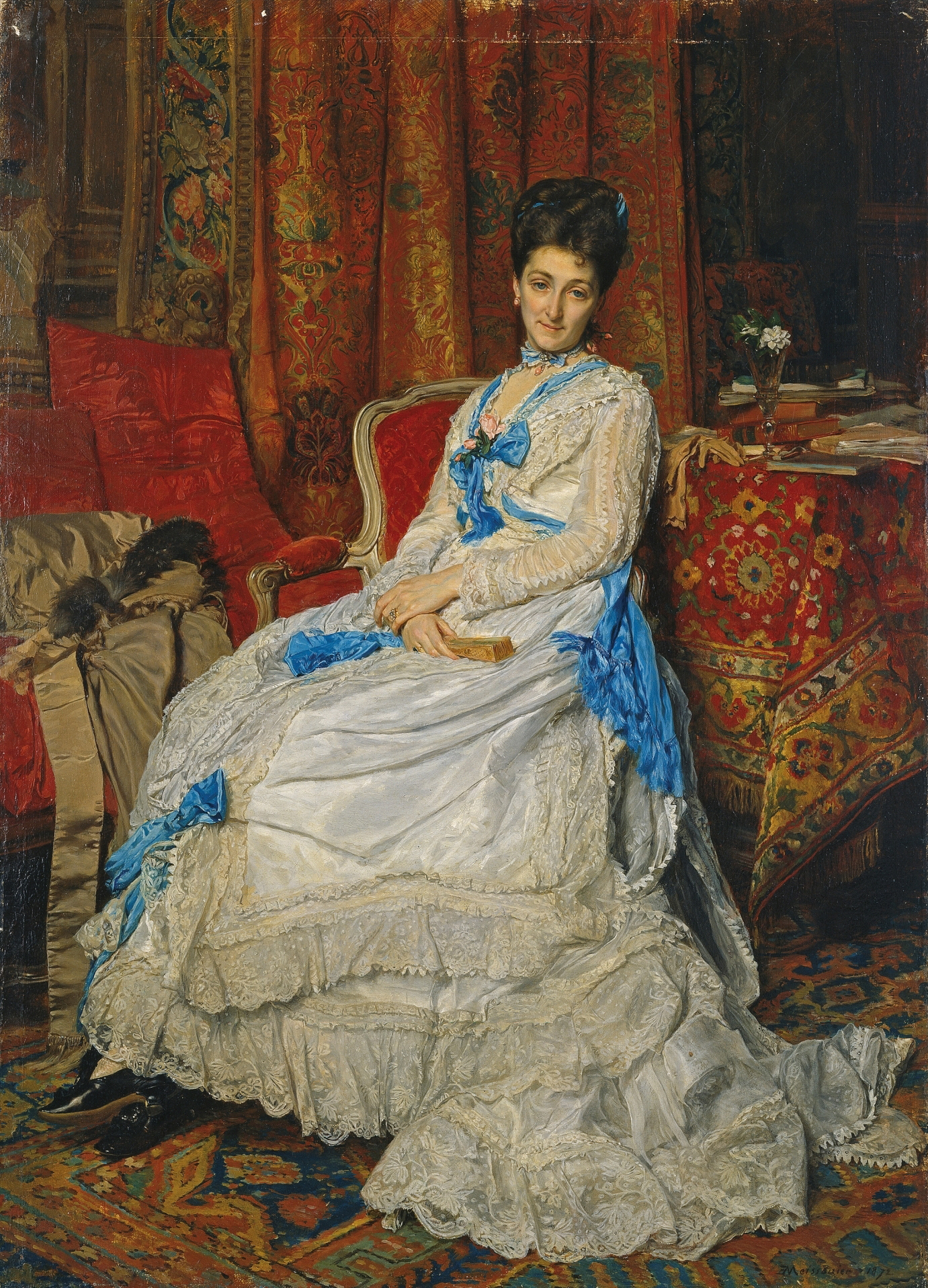
La marquesa de Manzanedo (Museu del Prado).